# Haukat Järvenpää
Le Haukat Järvenpää est un club de hockey sur glace de Järvenpää en Finlande. Il a évolué plusieurs années en Mestis, le second échelon finlandais avant que les gérants du club ne renoncent à cette place au terme de la saison 2005-2006 à la suite de difficultés financières, et ce alors que le club était en passe d'être relégué en Suomi-sarja.

## Historique
Le club est créé en 1979 sous le nom de Kerava Järvenpää Tuusula. En 2004, il est renommé Haukat Järvenpää. Il a disparu à la fin de la saison 2005-2006.

## Palmarès
- Aucun titre.